# إثميا حزينة
إثميا حزينة (الاسم العلمي: Ethmia lugubris) هي نوع من الحشرات تتبع جنس الإثميا من فصيلة الألاشستيات.